# Calligonum rubens
Calligonum rubens là một loài thực vật có hoa trong họ Rau răm. Loài này được Mattei mô tả khoa học đầu tiên.